# Cathay United Bank
Die Cathay United Bank (chinesisch: 國泰 世華 銀行) ist die größte Geschäftsbank in der Republik China (Taiwan) mit mehr als 165 Filialen in ganz Taiwan. Sie ist Teil der Cathay Financial Holding dessen Bilanzsumme 2017 bei 288 Milliarden US-Dollar lag, womit sie das größte Finanzinstitut in Taiwan war. Die Holding ist an der Taiwanischen Börse gelistet.

## Geschichte
Die Cathay United Bank war früher als die United World Chinese Commercial Bank bekannt (UWCCB; Chinesisch: 世華 聯合 商業 銀行), die 1975 gegründet wurde.
Im Jahr 2003 wurde die UWCCB mit der ehemaligen Cathay Commercial Bank, einer hundertprozentigen Tochtergesellschaft der Cathay Financial Holding Company, zusammengelegt. UWCCB war die überlebende Bank, aber die fusionierte Bank wurde in Cathay United Bank umbenannt.
Die Bank hat Abteilungen und Tochtergesellschaften in der Volksrepublik China, Kambodscha, Laos, Malaysia, Malaysia, Myanmar, den Philippinen, Singapur, Thailand und Vietnam. Die Bank ist ein bedeutender Investor in Südostasien. 2016 wurde bekannt, dass die philippinische Rizal Commercial Banking Corp, von der Cathay United Anteile bekauft hatte, mit einem Überfall auf eine Bank in Bangladesch bei der  81 Mio. $ entwendet wurden verbunden war, trat der Präsident von Cathay United im Mai 2016 zurück.